# Opisthopsis linnaei
Opisthopsis linnaei é uma espécie de formiga do gênero Opisthopsis, pertencente à subfamília Formicinae.